# El gallo de oro (ballet)

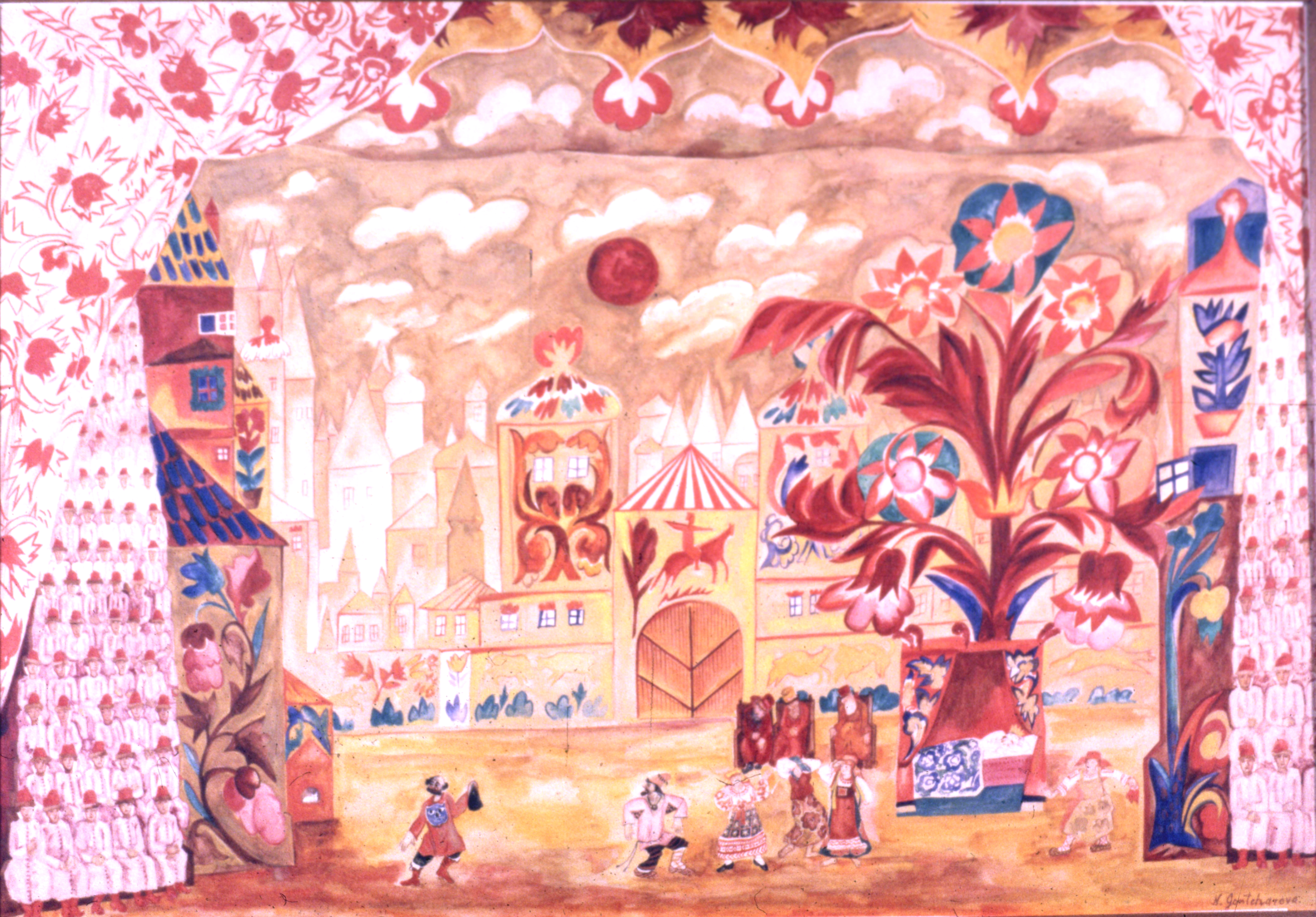
Decorado de N. Goncharova para El gallo de oro", 1914

El gallo de oro (en ruso Золотой петушок, en francés Le Coq d'or) es un ballet en tres actos creado por Michel Fokine según la ópera El gallo de oro de Rimski-Kórsakov con libreto de Vladímir Bielski y Alexandre Benois basado en un cuento en verso de Aleksandr Pushkin, con escenografía y vestuario de Natalia Goncharova. Fue estrenado en la Ópera de París el 24 de mayo de 1914 por los Ballets Rusos de Serguéi Diáguilev con Tamara Karsávina, Alexis Bulgákov y Enrico Cecchetti en los papeles principales.

## Libreto

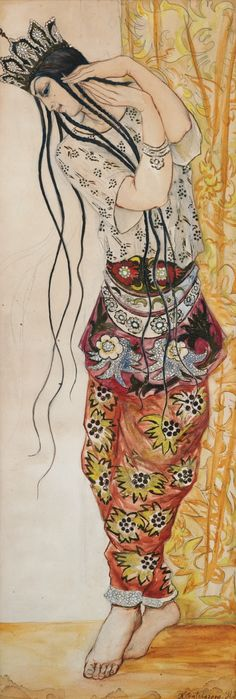
Traje para Tamara Karsávina por Natalia Goncharova

Prólogo: sale a escena el Astrólogo y anuncia el cuento que se va a representar.
Acto primero: el rey Dodón teme a la ambiciosa reina de la vecina Shemaja que desea apoderarse de su reino, y pide consejo al Astrólogo. Este le presenta al Gallo de oro que le advierte del peligro. Dodón envía a sus dos hijos a la cabeza de su ejército y promete una recompensa al Astrólogo por sus servicios.
Acto segundo: al clarear el día Dodón descubre que sus dos hijos han muerto y sus hombres han huido. A la luz del sol ve a la reina de Shemaja bailando delante de su tienda. Hechizado por sus encantos le ofrece el matrimonio.
Acto tercero: en la corte se celebra la gran ceremonia nupcial, el Astrólogo exige a Dodón el premio prometido por sus servicios y reclama para sí a la reina. Enfurecido Dodón le descalabra con su cetro. Entonces el Gallo de oro, fiel a su amo, mata a picotazos a Dodón. El escenario se sume en la oscuridad y cuando vuelven las luces han desaparecido misteriosamente la reina, el Astrólogo y el Gallo de oro.
Epílogo: aparece el Astrólogo y anuncia el fin de la historia.

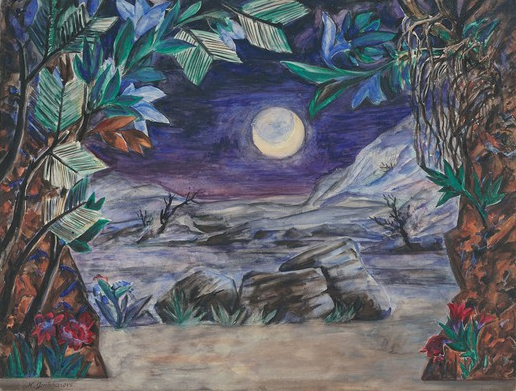
Decorado de N. Goncharova para el acto segundo de El gallo de oro,

## Génesis y recepción
Diáguilev y sus colaboradores ya habían descubierto las posibilidades que ofrecía para un ballet El gallo de oro, la última ópera de Rimski-Kórsakov, cuando preparaban el programa que los Ballets Rusos iban a presentar en París en la primavera de 1909. Efectivamente en el ballet titulado Le festin que completaba el primer programa del debut de la compañía en el Teatro del Châtelet parisino, el 19 de mayo de 1909, ya se incluía la marcha nupcial del acto tercero de El gallo de oro entre la serie de divertimentos que lo constituían. El coreógrafo de Le festin era Michel Fokine.

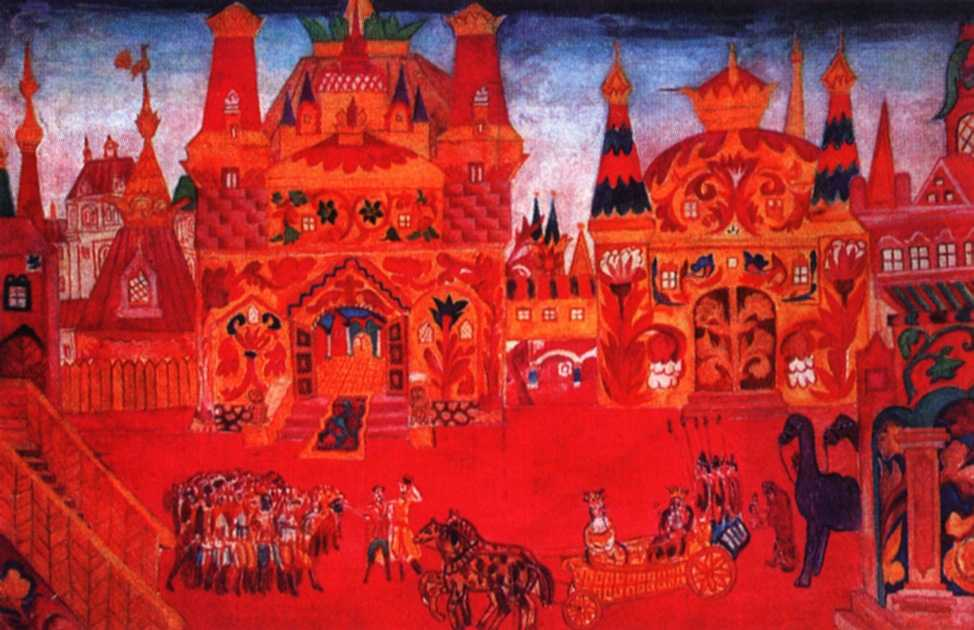
Escenario de N. Goncharova para el tercer acto de El gallo de oro, 1914

Pocos años después, en 1913, Alexandre Benois propuso a Diáguilev incluir en el programa de la temporada parisina en la primavera de 1914 El gallo de oro como una ópera-ballet. En el montaje ideado por Benois y Fokine los cantantes procedentes del Bolshói de Moscú y del Mariinski de San Petersburgo aparecerían en el escenario estáticos, enmarcando la acción de los bailarines. El decorado y el vestuario fueron encargados por iniciativa de Diáguilev a Natalia Goncharova, una artista de Moscú de tendencias vanguardistas. La original idea del montaje de Fokine-Benois, la explosión de color y ambiente ruso de la escenografía de Goncharova, la música aún desconocida en París de Rimski-Kórsakov y la interpretación de Tamara Karsávina en el papel de reina de Shemakha entusiasmaron al público del estreno, el 24 de mayo de 1914. El éxito se repitió poco después en Londres durante la prolongación allí de la temporada de los Ballets Rusos. En sus memorias Karsávina recuerda esa temporada de 1914, la última antes del estallido de la primera Guerra mundial, como la más gloriosa de los Ballets rusos y su papel de reina de Shemakha como el más bello de los que había bailado hasta entonces.